# مديرية نجرة

تعديل مصدري - تعديل

مديرية نجرة إحدى مديريات محافظة حجة في اليمن. بلغ عدد سكانها 35942 نسمة عام 2004. تضم إحدى عشرة عزلة.

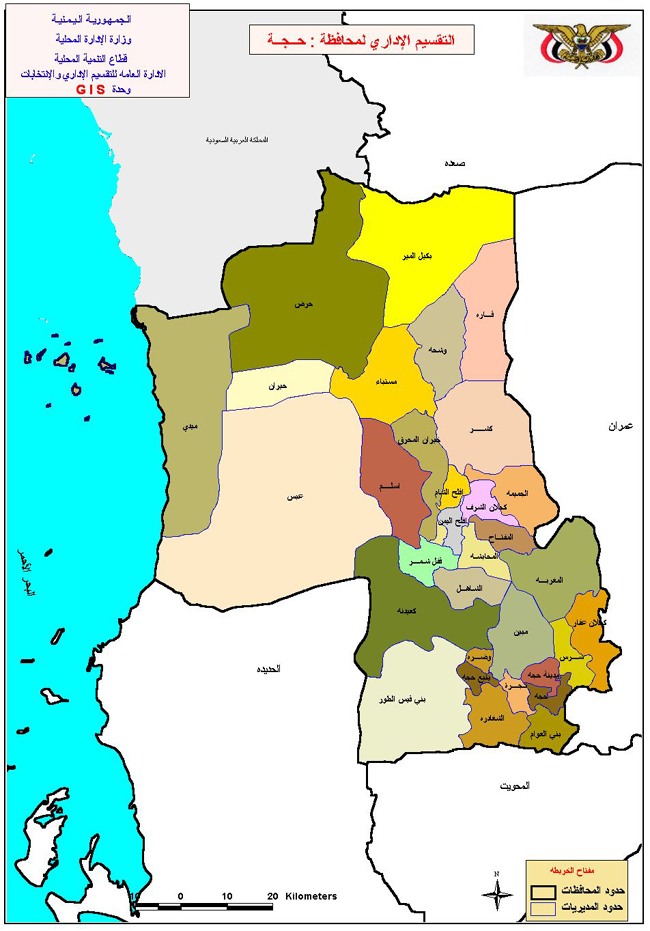
موقع مديرية نجرة في محافظة حجة